# Ringle Burn
Der Ringle Burn ist ein Wasserlauf in Dumfries and Galloway, Schottland. Er entsteht nördlich des Peat Rig und fließt in westlicher Richtung bis zu seiner Mündung in das Stennies Water.